# Karangbawang (Rembang)
Karangbawang is een bestuurslaag in het regentschap Purbalingga van de provincie Midden-Java, Indonesië. Karangbawang telt 1636 inwoners (volkstelling 2010).